# Ново-Клыковская волость
Ново-Клыковская волость — административно-территориальная единица в составе Казанской губернии и Татарской АССР.
Волостное правление (волостной совет) находилось в посёлке Ново-Клыковская стройка.
Граничила с Воскресенской волостью и 3-й и 4-й городскими частями Казани.
Волость была образована 20 октября 1917 года из части Воскресенской волости. В её состав входили 3 селения: Ново-Клыковская стройка, Подаметьевская стройка и Калуга, в которых проживали 7824 человека в 1054 дворах, каждое из которых образовывало отдельный сельсовет.
Точная дата упразднения волости неизвестна. По состоянию на первую половину 1920 года волость ещё существовала, но к ноябрю 1920 года она уже прекратила своё существование.